# 롯데콘서트홀
롯데콘서트홀(영어: Lotte Concert Hall)은 대한민국 서울특별시 송파구 올림픽로 300 롯데월드몰 8층에서 10층에 있는 클래식 음악 전용 콘서트홀이다. 2016년 8월 19일에 개관한 공연장이다. 정명훈 지휘, 서울시립교향악단이 공연하고 객석 수는 2,036개이며 콘서트홀 용도로 롯데문화재단이 운영한다.
KBS 교향악단이 정기공연 장소로 이용하고 있다.